# Getbrodammen
Getbrodammen är en sjö i Ludvika kommun i Dalarna och ingår i Norrströms huvudavrinningsområde.